# Borcq-sur-Airvault
Borcq-sur-Airvault is een dorp in de Franse gemeente Airvault in het departement Deux-Sèvres in de regio Nieuw-Aquitanië. Borcq ligt in het oosten van de gemeente. Het dorpscentrum ligt meer dan drie kilometer ten oosten van het centrum van Aivault.

## Geschiedenis
Op de 18de-eeuwse Cassinikaart is het dorp aangeduid als Borc.
Op het eind van het ancien régime op het eind van de 18de eeuw, toen de gemeenten werden gecreëerd, werd Borcq-sur-Airvault  een gemeente.
Op 1 januari 1973 ging Borcq-sur-Airvault amen met de gemeente Boussais en Soulièvres op in de gemeente Airvault in een fusion-association. Dit hield in dat Borcq-sur-Airvault als commune associée nog enige mate van zelfstandigheid behield. In 1984 verliet Boussais de fusie om weer zelfstandig te worden.
Toen op 1 januari 2019 ook Tessonnière werd opgenomen in de gemeente Airvault kregen zowel Borcq-sur-Airvault, Soulièvres als Tessonnière de status van commune déléguée van de gemeente.

## Bezienswaardigheden
- De Église Saint-Hilaire

Voormalige gemeenten: Airvault · Borcq-sur-Airvault · Soulièvres · Tessonnière

Overige dorpen en gehuchten: Barroux · Deffend · Enjouran · Grand Moiré · Guichardière · Maucarrière · Repéroux